# Liste der Monuments historiques in Borey
Die Liste der Monuments historiques in Borey führt die Monuments historiques in der französischen Gemeinde Borey auf.

## Liste der Objekte
| Bezeichnung                   | Beschreibung | Standort                       | Kennzeichnung | Schutzstatus | Datum | Bild |
| ----------------------------- | --- | ------------------------------ | ------------- | ------------ | ----- | ---- |
| Martinsreliquiar              | Silber, gemarkt 1784 und 1786, Goldschmied Jean-François Thiébaud                                                                    | in der Kirche St-Martin (Lage) | PM70000129    | Classé       | 1965  |      |
| Wandvertäfelung des Chorraums | Holz, 1852, Entwurf Christophe Colard                                                                                                | in der Kirche St-Martin (Lage) | PM70003807    | Inscrit      | 2010  |      |
| Hauptaltar                    | Altartisch und Tabernakel; Marmor, Holz, vergoldet, 18. Jahrhundert                                                                  | in der Kirche St-Martin (Lage) | PM70003808    | Inscrit      | 2010  |      |
| Drei Gemälde im Chorraum      | Ölfarbe auf Leinwand, 1780 von Johann Melchior Wyrsch                                                                                | in der Kirche St-Martin (Lage) | PM70003809    | Inscrit      | 2010  |      |
| Kommunionbank                 | Schmiedeeisen, 18. Jahrhundert; demontiert und eingelagert                                                                           | in der Kirche St-Martin (Lage) | PM70003810    | Inscrit      | 2010  |      |
| Taufaltar                     | Retabel; Holz, 1780er Jahre | in der Kirche St-Martin (Lage) | PM70003811    | Inscrit      | 2010  |      |
| Marienaltar                   | linker Seitenaltar; Altartisch, Retabel und drei Gemälde; Holz, farbig gefasst und vergoldet, Ölfarbe auf Leinwand, 18. Jahrhundert  | in der Kirche St-Martin (Lage) | PM70003812    | Inscrit      | 2010  |      |
| Barbaraaltar                  | rechter Seitenaltar; Altartisch, Retabel und drei Gemälde; Holz, farbig gefasst und vergoldet, Ölfarbe auf Leinwand, 18. Jahrhundert | in der Kirche St-Martin (Lage) | PM70003813    | Inscrit      | 2010  |      |